# Nemognatha flavicornis
Nemognatha flavicornis – gatunek chrząszcza z rodziny oleicowatych.
Gatunek ten opisany został po raz pierwszy w 1876 roku przez Wilhelma Gustava Stierlina.
Chrząszcz o wydłużonym ciele długości od 8 do 9 mm. Głowa jest wraz z całymi czułkami żółta, o prawie tak szerokiej jak długiej wardze górnej, a skroniach krótszych niż szerokość oka. Głaszczki szczękowe są wydłużone i smukłe. Przedplecze jest bardzo delikatnie punktowane, ubarwione żółto lub żółtoczerwono. Pokrywy są nieskrócone, lekko ku tyłowi zwężone, o lekko rozwartych wierzchołkach, ubarwione żółto lub żółtoczerwono czasem z parą czarnych kropek pośrodku i drugą parą na szczycie. Kolor odnóży jest żółty. Spód ciała jest częściowo czarny, ale tył odwłoka lub jego większa część ma barwę żółtą do żółtoczerwonej.
Owad palearktyczny, znany z Armenii, Azerbejdżanu i Iranu.